# Dampierre-en-Crot
Dampierre-en-Crot é uma comuna francesa na região administrativa do Centro, no departamento Cher. Estende-se por uma área de 22,17 km². Em 2010 a comuna tinha 207 habitantes (densidade: 9,3 hab./km²).